# 密納巴
密納巴尊者(梵文：Minapa)，意為魚成就者，印度大乘密宗人士，八十四成就者之一。被認為與納特(Nath)瑜珈系統稱為Matsyendranath的祖師是同一人，在納特瑜珈傳承，Matsyendranath也是克勞克薩與過蘭吉尊者的上師。

## 簡介
密納巴出生於東印度孟加拉(Bengal)，原本是首陀羅種姓的漁民，每天在噶瑪魯巴的伊塔海域捕魚，一日在釣魚時被大魚拖入海，吞入魚腹，但因緣未死，住於魚腹，恰巧天神烏瑪女神向梵天求法(有些傳承系統為濕婆向雪山神女授法)，梵天為保密續在海底建壇授法，大魚恰好游至此處，因而得聞其法。
烏瑪女神聞法中途睡去，密納巴替之接話，後被梵天以神通發現，於是梵天為密納巴灌頂傳法。密納巴在魚腹修行禪定十二年，後魚被希利塔提一個漁夫捕獲，剖腹之後密納巴跳出，講述他的經歷並展現踏岩神通，於是被尊稱為密納巴，意即魚成就者。又有米那巴多傑夏以及阿金巴多之稱，意謂金剛足以及無思慮者。後住世五百年，方入空行淨土。